# أسماك جوالة
أسماك جوالة (الاسم العلمي: Emmelichthyidae)، فصيلة أسماك بحرية صغيرة العدد متوسطة القد من رتبة الفرخيات. كانت الفصيلة في الماضي أكبر بكثير مما هي عليه اليوم، كانت تضم مجموعة واسعة من الأسماك التي تتغذى على العوالق، ولكن تم اكتشاف أن معظم الأجناس غير مترابطة مع أمثلة للتطور الموازي، وتم نقلها إلى فصائل أخرى.
توجد في المياه الاستوائية ذات المناخ المعتدل في منطقة المحيط الهادي الهندي، وجنوب المحيط الهادي، شرق المحيط الأطلسي، والبحر الكاريبي.